# Morbegno
Morbegno (lombardul: Murbegn vagy Mürbegn) település Olaszországban, Sondrio megyében. Lakosainak száma 12 230 fő (2023. január 1.). Morbegno Albaredo per San Marco, Civo, Dazio, Talamona, Bema, Cosio Valtellino és Traona községekkel határos.

## Népesség
A település népességének változása:
| Lakosok száma | 12 319 | 12 407 | 12 230 |
|               | 2017   | 2018   | 2023   |